# Pseudolampona emmett
Pseudolampona emmett is een spinnensoort uit de familie Lamponidae. De soort komt voor in Queensland.